# Temnik
Il Temnik (in russo Темник?; in buriato: Химни гол) è un fiume della Russia siberiana orientale meridionale, affluente sinistro del Selenga (bacino idrografico del lago Bajkal). Scorre nei rajon Zakamenskij, Džidinskij e Selenginskij della Repubblica Autonoma della Buriazia.

## Descrizione
Il fiume ha origine alla convergenza della catena Malyj Chamar-Daban con gli speroni dei Monti Chamar-Daban e scorre in direzione nord-est in una stretta depressione longitudinale che separa le due catene montuose. A 30 km dalla foce, il Temnik entra nella depressione Gusinoozërskaja (Гусиноозёрская котлови́на) dove si divide in più bracci. Il braccio sinistro - Cagan-Gol - si dirama a nord-est e sfocia nel lago Gusinoe, essendo il suo più grande affluente. Il corso d'acqua principale, con i canali Jagan-Gol (Yalga-Gol), Choras ecc., continua verso sud-est e sfocia nel Selenga a est del villaggio di Selenduma. La lunghezza del fiume è di 314 km, l'area del bacino è di 5 480 km². Il fiume si blocca per il gelo in ottobre-novembre, sino alla fine di aprile-maggio.